# Hakui
Hakui è una città giapponese della prefettura di Ishikawa.